# (7303) 1993 FS1
A (7303) 1993 FS1 a Naprendszer kisbolygóövében található aszteroida. Ueda Szeidzsi és Kaneda Hirosi fedezte fel 1993. március 25-én.